# Władimir Fomiczow (ur. 1954)
Władimir Aleksandrowicz Fomiczow, ros. Владимир Александрович Фомичёв (ur. 18 maja 1954 w Ałmaty, Kazachska SRR) – kazachski piłkarz pochodzenia rosyjskiego, grający na pozycji obrońcy, trener piłkarski.

## Kariera piłkarska

### Kariera klubowa
W 1974 rozpoczął karierę piłkarską w drużynie rezerw Kajratu Ałmaty. Nie zagrał żadnego meczu w podstawowym składzie Kajratu, dlatego w 1976 przeszedł do Wostoku Ust-Kamienogorsk. W 1979 został zaproszony do Ugolszczika Ekibastuz, który potem zmienił nazwę na Ekibastuziec. W 1986 roku zakończył karierę piłkarza.

## Kariera trenerska
Po zakończeniu kariery piłkarza rozpoczął pracę szkoleniowca. W latach 1992–1995 prowadził Batyr Ekibastuz. Od 1994 do 1999 kierował młodzieżową reprezentację Kazachstanu. Również w tamtym czasie trenował Ułytau Żezkazgan (1996-1997), a w 1999 – CSKA-Kajrat Ałmaty. W latach 1999–2000 pracował jako główny trener olimpijskiej reprezentacji Kazachstanu. W grudniu 2000 pełnił obowiązki selekcjonera narodowej reprezentacji Kazachstanu. W 2001 stał na czele Mangystau Aktau. W 2002 pracował na różnych stanowiskach w Żengys Astana. W latach 2002–2003 ponownie kierował młodzieżówką. W 2003 trenował Ekibastuziec Ekibastuz. Od 2004 do 2005 prowadził Okżetpes Kokczetaw, a w latach 2008-2009 – FK Taraz. Od 2010 do 2012 stał na czele uzbeckiego klubu Mash'al Muborak. W 2013 obejmował stanowisko głównego trenera Wostoku Ust-Kamienogorsk. W grudniu 2014 roku został mianowany na stanowisko głównego trenera Kyzyłżaru Petropawł.

## Sukcesy i odznaczenia

### Sukcesy trenerskie
Batyr Ekibastuz
- wicemistrz Kazachstanu: 1993

Żengys Astana
- zdobywca Pucharu Kazachstanu: 2002

FK Taraz
- wicemistrz Kazachskiej Pierwszej Ligi: 2008

### Odznaczenia
- tytuł Zasłużonego Trenera Kazachstanu